# 渡辺ミキ
渡辺 ミキ（わたなべ みき、本名：吉田 美樹 1960年〈昭和35年〉4月23日 - ）は、日本の芸能プロモーター、実業家。ワタナベエンターテインメント代表取締役社長。

## 来歴・人物
渡辺プロダクション創業者の渡辺晋・渡辺美佐夫妻の長女として、東京都に生まれる。
日本女子大学在学中は、早稲田大学劇団てあとろ50’に所属。1980年にはミュージカル『HAIR』のオーディションに合格、女優として初舞台を踏む。同時期、ジャズボーカリストとしても活動した。
1986年、渡辺プロの系列会社渡辺エンタープライズ社長に就任。  翌年、父の他界をきっかけに渡辺プロに取締役として入社。業績が低迷していた渡辺プロの改革に取り組み、2000年には渡辺プロからマネージメント部門を独立させ、第二の創業という形で自身が設立したワタナベエンターテインメントをはじめ、自社直営の教育機関であるワタナベエデュケーショングループ等、グループ会社を含め幅広く管掌。また、舞台プロデューサーとしても活動しており、Dステ、劇団Patchを含む自社制作舞台の全作品において総合プロデュースを担い、2013年から自らプロデュースするLittle Glee Monsterは、2017年、2018年、2019年と3年連続でNHK紅白歌合戦に出場するなど、アーティストのプロデュースにおいても手腕を発揮している。
2005年より2021年6月まで音楽事業者協会常任理事。

## 略歴
- 中学時代から演劇部に所属しており、演技には長けていた[2]。
- 日本女子大学附属豊明幼稚園、日本女子大学附属豊明小学校、日本女子大学附属中学校・高等学校を経て[3]、日本女子大学文学部国文学科を卒業[2]。大学在学中、早稲田大学劇団てあとろ50’に所属。
- 1980年 - 日本女子大学在学中にミュージカル『HAIR』のオーディションに合格、女優として初舞台を踏む[1]。同時期、ジャズボーカリストとしても活動。
- 1982年 - 野々村病院物語IIに出演。
- 1985年 - 自ら出演し、プロデュースも手がけたミュージカル『チャーリーはどこだ？』を上演。南流石・宮本亜門・ラッキィ池田らと一緒に活動。
- 1986年 - 渡辺エンタープライズ（渡辺プロダクションの系列会社）社長に就任[1]。
- 1987年 - 同年1月31日に父が他界したことを受け、渡辺プロダクション本社に取締役として入社。1989年から1990年代初頭にかけて吉田栄作をプロデュースし、一大ブームを引き起こす。日本国内だけでなく中華圏を中心としたアジア全域でも高い人気を誇り、台湾、香港の3都市で行ったコンサートは計2万人を動員するなど、1990年代の中国マーケットにおける日本カルチャーの盛り上げに貢献。
- 1990年 - 渡辺プロ内にレーベル「ドリーミックス」を設立し、音楽制作会社ビーイングの長戸大幸と手を組んでKIX-S（浜口司・安宅美春）とKAORCOをプロデュース。1996年までアポロン内に事務所主導による同名レーベルも運営されていた。
- 1994年 - 渡辺プロ内にレーベル「マニア・マニア」を設立し、鈴里真帆とTRICERATOPSをプロデュース。
- 1995年 - 渡辺プロ副社長に就任。『新春かくし芸大会』（フジテレビ）の制作を担当。ITを先取りした深夜番組『猛烈アジア太郎』（フジテレビ）を吉本興業と共同制作。
- 1995年9月 - ビスケットエンターティメントを設立し、社長に就任。原千晶と浜丘麻矢をマネジメント。
- 2000年10月 - 渡辺プロを分社化、マネジメントに特化した子会社・ワタナベエンターテインメントを設立し、社長に就任。第二の創業を行う。
- 2002年 - 舞台『OUT OF ORDER』（第一期）において、新たな笑いと音楽の融合したショウをプロデュース、ロングラン公演を実現させる。この頃、『でぶや』（テレビ東京）の企画や青木さやかのスカウトなどを手がける[4]。
- 2002年 - 飯島愛の小説『プラトニック・セックス』をプロデュースし、映画化の際に総合プロデューサーを務める。
- 2002年8月2日 - ビスケットエンターティメントをワタナベエンターテインメントに統合。
- 2004年 - 自社直営の教育機関としてワタナベエデュケーショングループを設立。理事長に就任。  渡辺プロダクション以来続く発掘育成、マネージメント、制作まで自社で完結するプロデュース体制を強化。
- 2004年 - 俳優集団D-BOYSを発足させる。オーディション形式による選考を行い、城田優、和田正人、瀬戸康史、山田裕貴らを発掘。
- 2004年 - 舞台『OUT OF ORDER』（第二期）を公演。
- 2006年 - ドラマ『ザ・ヒットパレード〜芸能界を変えた男・渡辺晋物語〜』（フジテレビ、5月26日、27日放送）を企画・プロデュース[1]。
- 2007年 - 舞台『OUT OF ORDER～偉人伝心』を公演。初日（3月21日）には安倍晋三・安倍昭恵夫妻が来訪。
- 2007年7月 - ル テアトル銀座で舞台『ザ・ヒットパレード　ショウと私を愛した夫』を公演。プロデュースを行う（作・鈴木聡、音楽・宮川彬良）。
- 2007年8月 - ブログ『毎日がヒットパレードな社長ブログ』をスタート。
- 2007年6月 - D-BOYS STAGE vol.1『完売御礼』の企画、プロデュース
- 2008年6月 - 7月 - D-BOYS STAGE vol.2『ラストゲーム』の企画、プロデュース
- 2009年4月 - D-BOYS STAGE vol.3『鴉～KARASU～04、10』
- 2010年8月 - 9月 - D-BOYS STAGE 2010 trial-2『ラストゲーム』（再演）の企画、プロデュース
- 2010年9月 - 11月- D-BOYS STAGE 2010 trial-3『アメリカ』の企画、プロデュース
- 2010年ワタナベエンターテインメント設立10周年の記念企画として発足した「2010年D-BOYSプロジェクト」の一環として音楽ユニットD DATEをプロデュース
- 2011年4月 - 5月 - D-BOYS STAGE 2011『ヴェニスの商人』の企画、プロデュース
- 2011年10月 - 11月 - D-BOYS STAGE9th『検察側の証人～麻布広尾町殺人事件～』の企画、プロデュース
- 2012年4月 - 関西版 D-BOYS として3000名以上の応募者の中からオーディションを行い、劇団Patchを発足させる。  同年10月に劇団Patch旗揚げ公演『OLIVER BOYS オリバーボーイズ』を企画、プロデュース
- 2012年4月 - 5月 - D-BOYS STAGE 10th『淋しいマグネット』の企画、プロデュース
- 2012年8月 - 9月 - Dステ11th『クールの誕生』の企画、プロデュース
- 2013年3月 - Patch stage vol.2『巌窟少年(がんくつしょうねん)』の企画、プロデュース
- 2013年10月 - Patch stage vol.3『白浪クインテット』の企画、プロデュース
- 2013年1月 - 2月 - Dステ12th『TRUMP』の企画、プロデュース
- 2013年4月 - 5月 - Dステ13th『チョンガンネ～おいしい人生お届けします～』企画、プロデュース
- 2013年10月 - Dステ14th『十二夜』の企画、プロデュース
- 2013年 - ソニーミュージックレコーズと共に、世界に通用する女性ボーカリストの発掘を目的として「最強歌少女オーディション」を企画。オーディション合格者を中心に集められた  Little Glee Monsterのプロデュースをスタートする
- 2014年3月 - Patch stage vol.4 『破壊ランナー』の企画、プロデュース
- 2014年5月 - 11月 -『Patch8番勝負』を企画、プロデュース  劇団Patchを俳優としてさらにステップアップさせるため、8カ月連続で8人の劇作家と8本の演劇を上演する演劇計画を企画  2014年 - ドラマライブラリー『死神の浮力』の企画、プロデュース
- 2014年10月 - 11月 - D-BOYS 10th Anniversary Dステ15th『駆けぬける風のように』の企画、プロデュース（本作品にて和田正人は平成26年度文化庁芸術祭演劇部門新人賞を受賞）
- 2015年5月 - Dステ16th×TSミュージカルファンデーション『GARANTIDO』の企画、プロデュース  （日ブラジル外交関係樹立120周年事業認定公演）
- 2015年3月　Patch stage vol.6『SPECTER』の企画、プロデュース
- 2015年8月　Patch stage EX『熱海殺人事件』の企画、プロデュース
- 2015年10月 - 11月 - Dステ17th『夕陽伝』の企画、プロデュース
- 2015年12月　Patch stage vol.7『幽悲伝』の企画、プロデュース
- 2016年2月 – 舞台『オーファンズ』の企画、プロデュース
- 2016年5月-6月 - ミュージカル『アップル・ツリー』のプロデュース
- 2016年8月 - Dステ18th『宮本武蔵（完全版）』の企画、プロデュース  （第24回読売演劇大賞優秀作品賞　受賞）
- 2016年10月-11月 - Dステ19th『お気に召すまま』の企画、プロデュース  
2016年2月　Patch stage EX『Four Contacts ～よん!ろしくお願いします!! 劇団Patch四期生お披露目祭!!』の企画、プロデュース
- 2016年4月 - Patch stage vol.8 浮世戯言歌劇『磯部磯兵衛物語～浮世はつらいよ～』高尾山地獄修業編　の企画、プロデュース
- 2016年10月 - Patch stage vol.9 舞台『磯部磯兵衛物語〜浮世はつらいよ〜天晴版』の企画、プロデュース
- 2017年2月 - Dステ20th『柔道少年』の企画、プロデュース
- 2017年4月 - Patch stage vol.10『羽生蓮太郎(はぶれんたろう)』の企画、プロデュース
- 2017年4月 - Rock Musical『5DAYS 辺境のロミオとジュリエット』の企画、プロデュース
- 2017年7月 - 8月 -  ピースピット『グランギニョル』の企画、プロデュース
- 2017年9月 - 10月 - Patch stage vol.11『JOURNEY-浪花忍法帖(なにわにんぽうちょう)-』の企画、プロデュース（初の東京公演を成功させる）
- 2017年10月 - 11月 - 舞台『関数ドミノ』の企画、プロデュース
- 2018年3月 - 平成29年度演劇鑑賞会 劇団Patch特別公演『大阪ドンキホーテ 〜スーパースター Patch ver.〜』の企画、プロデュース
- 2018年 - ミュージカル『ブロードウェイと銃弾』の企画、プロデュース    ニューヨークのブロードウェイで本作を観劇した際に、チーチ役を城田優に演じさせることを発想し、日本で翻訳版の上演を実現させた
- 2018年8月 - 9月 -ミュージカル『マリーゴールド』の企画、プロデュース
- 2018年10月 - 11月 - Patch stage vol.12『ボクのシューカツ。』の企画、プロデュース
- 2018年11月 - 12月 - 舞台『光より前に～夜明けの走者たち～』の企画、プロデュース
- 2019年3月 - 4月 - Patch × TRUMP series 10th ANNIVERSARY『SPECTER』の企画、プロデュース
- 2019年4月 - 5月 - New Musical『Color of Life』の企画、プロデュース
- 2019年5月 - 6月 - 舞台『COCOON 月の翳り星ひとつ』の企画、プロデュース
- 2019年8月 - 9月 - 舞台『絢爛とか爛漫とか』の企画、プロデュース
- 2019年10月 - 11月 - Patch stage vol.13『カーニバル！カーニバル！カーニバル！カーニバル！カーニバル！カーニバル！カーニバル！カーニバル！カーニバル！カーニバル！カーニバル！カーニバル！カーニバル！』の企画、プロデュース
- 2019年 - トニー賞でミュージカル部門・最優秀リバイバル作品賞を含む4部門を受賞したミュージカル『ピピン』の日本語版公演の企画、プロモーション、プロデュース。従来公演されている日本製ミュージカルとは異質かつ日本に下地のない作品を、国内で日本人キャストにより公演するというチャレンジングなプロデュースを行い、全国35公演満員で成功を収める。
- 2019年 - 自社にドラマ制作部門を発足させ、自社制作の映画・ドラマのプロデュースに本格的に取り組む。  松竹と共同で映画『さんかく窓の外側は夜』の製作総指揮を務める。

## 親族

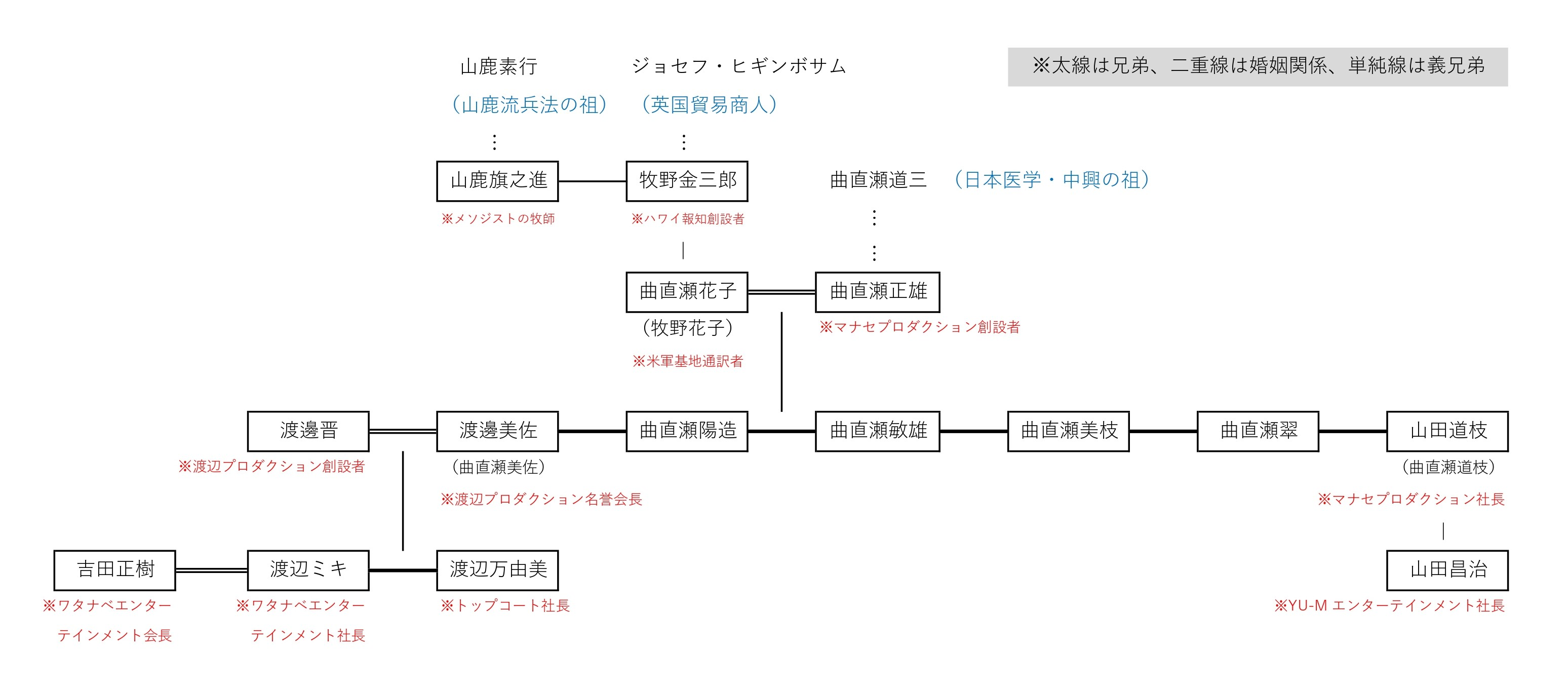
渡辺ミキ 家系図